# خمیس سعد مبارک
خمیس سعد مبارک (انگلیسی: Khamees Saad Mubarak؛ زادهٔ ۴ اکتبر ۱۹۷۰) بازیکن فوتبال اهل امارات متحده عربی است.
از باشگاه‌هایی که در آن بازی کرده‌است می‌توان به باشگاه فوتبال الشباب امارات اشاره کرد.
وی همچنین در تیم ملی فوتبال امارات متحده عربی بازی کرده‌است.